# ايسمي كريد مايلز
ايسمي كريد مايلز (مواليد 5 فبراير 2000) هي ممثلة إنجليزية، أشتهرت لقيامها بدور البطولة في مسلسل هانا.

## وصلات خارجية
- ايسمي كريد مايلز على موقع IMDb (الإنجليزية)
- ايسمي كريد مايلز على موقع ميتاكريتيك (الإنجليزية)
- ايسمي كريد مايلز على موقع روتن توميتوز (الإنجليزية)
- ايسمي كريد مايلز على موقع ألو سيني (الفرنسية)
- ايسمي كريد مايلز على موقع تيرنر كلاسيك موفيز (الإنجليزية)
- ايسمي كريد مايلز على موقع أول موفي (الإنجليزية)
- ايسمي كريد مايلز على موقع قاعدة بيانات الفيلم (الإنجليزية)
- ايسمي كريد مايلز على موقع كينوبويسك (الروسية)